# Superliga de Dinamarca
La Superliga de Dinamarca (en danés: Superligaen, conocida como 3F Superliga por motivos de patrocinio), es la máxima categoría del fútbol profesional de Dinamarca. La competición es organizada por la Unión Danesa de Fútbol (Dansk Boldspil Union o DBU). Los equipos que toman parte en el torneo son doce, descendiendo dos a la Primera División. En los últimos años, la liga danesa ha experimentado un gran crecimiento, con nuevos estadios y mayor cantidad de aficionados, lo que le ha elevado a la 14.ª posición en el ranking de mejores ligas de la UEFA. La temporada se extiende desde julio a mayo, con equipos que juegan 32 partidos. 
El equipo con más campeonatos de liga es el FC Copenhague con dieciséis títulos.

## Historia
El campeonato se fundó en 1991 y sustituyó a la Primera División de Dinamarca como máximo campeonato de fútbol en Dinamarca. En 1991 se disputaron 2 temporadas; una de transición (celebrada en primavera de 1991) que comenzó con 10 equipos y de la cual salió vencedor el Brondby IF, y otra (1991-92) que tendría 2 fases: un campeonato regular con 10 equipos durante el otoño y una fase final con los 8 primeros equipos en primavera. De ahí salió vencedor el Lyngby BK.
El sistema actual de liga regular se estableció a partir de la temporada 1995-96, así como un incremento a 14 equipos, que jugarían entre sí 3 rondas. Para la temporada 20-21 se redujo el número de clubes a 12.

## Estructura
El campeonato tiene 12 equipos que juegan una liga regular. Se juegan partidos de todos contra todos hasta cumplir las 22 fechas, luego la liga se divide en dos: El Playoff de Campeonato (del 1ro al 6to) y el Playout/Playoff de Descenso (del 7mo al 12vo). En ambos Playoffs se juegan 10 partidos más, llegando a cumplirse las 32 fechas. El equipo que más puntos sume en el Playoff de Campeonato será conmemorado como Campeón de Dinamarca. Los 2 equipos con menos puntos del Playout descienden a la Primera División Danesa.
Para el ciclo 2015/16, Dinamarca dispone de 1 plaza para la UEFA Champions League y 3 para la UEFA Europa League. El campeón de Liga tiene derecho a jugar la UEFA Champions League, partiendo de la segunda ronda de clasificación. El campeón de la Copa de Dinamarca juegan la UEFA Europa League a partir de la segunda ronda, y el segundo y tercer clasificados en la liga juegan la UEFA Conference League a partir de la primera ronda.

### Equipos de la Temporada 2025-2026
| Club                | Ciudad     | Estadio                  | Capacidad |
| ------------------- | ---------- | ------------------------ | --------- |
| AGF Aarhus          | Aarhus     | Ceres Park               | 20 032    |
| Brøndby IF          | Copenhague | Brøndby Stadium          | 29 000    |
| FC Copenhague       | Copenhague | Parken Stadion           | 42 305    |
| FC Fredericia       | Fredericia | Monjasa Park             | 6.000     |
| FC Midtjylland      | Herning    | MCH Arena                | 11 800    |
| FC Nordsjælland     | Farum      | Right to Dream Park      | 9 900     |
| Odense BK           | Odense     | Odense Stadion           | 15.790    |
| Randers FC          | Randers    | Randers Stadion          | 12 000    |
| Silkeborg IF        | Silkeborg  | JYSK Park                | 10 000    |
| SønderjyskE Fodbold | Haderslev  | Haderslev Fodboldstadion | 10 000    |
| Vejle BK            | Vejle      | Vejle Stadion            | 10 418    |
| Viborg FF           | Viborg     | Viborg Stadion           | 9 566     |

## Palmarés
| Temporada                 | Campeón                   | Subcampeón                | Máximo goleador                                     | Club                                       | Goles                     |
| Torneo Nacional de Fútbol | Torneo Nacional de Fútbol | Torneo Nacional de Fútbol | Torneo Nacional de Fútbol                           | Torneo Nacional de Fútbol                  | Torneo Nacional de Fútbol |
| ------------------------- | ------------------------- | ------------------------- | --------------------------------------------------- | ------------------------------------------ | ------------------------- |
| 1912-13                   | KB Copenhague             | B. 1901 Nykøbing          | Bandera de ?                                        |                                            |                           |
| 1913-14                   | KB Copenhague             | B. 1893 Copenhague        | Bandera de ?                                        |                                            |                           |
| 1914-15                   | No disputado              | No disputado              | No disputado                                        | No disputado                               | No disputado              |
| 1915-16                   | B. 1893 Copenhague        | KB Copenhague             | Bandera de ?                                        |                                            |                           |
| 1916-17                   | KB Copenhague             | Akademisk BK              | Bandera de ?                                        |                                            |                           |
| 1917-18                   | KB Copenhague             | Randers SF                | Bandera de ?                                        |                                            |                           |
| 1918-19                   | Akademisk BK              | B. 1901 Nykøbing          | Bandera de ?                                        |                                            |                           |
| 1919-20                   | B. 1903 Copenhague        | B. 1901 Nykøbing          | Bandera de ?                                        |                                            |                           |
| 1920-21                   | Akademisk BK              | AGF Arhus                 | Bandera de ?                                        |                                            |                           |
| 1921-22                   | KB Copenhague             | B. 1901 Nykøbing          | Bandera de ?                                        |                                            |                           |
| 1922-23                   | B. 1886 Frem Copenhague   | AGF Arhus                 | Bandera de ?                                        |                                            |                           |
| 1923-24                   | B. 1903 Copenhague        | B. 1913 Odense            | Bandera de ?                                        |                                            |                           |
| 1924-25                   | KB Copenhague             | AGF Arhus                 | Bandera de ?                                        |                                            |                           |
| 1925-26                   | B. 1903 Copenhague        | B. 1901 Nykøbing          | Bandera de ?                                        |                                            |                           |
| 1926-27                   | B. 1893 Copenhague        | Skovshoved IF             | Bandera de ?                                        |                                            |                           |
| 1927-28                   | No disputado              | No disputado              | No disputado                                        | No disputado                               | No disputado              |
| Liga Nacional de Fútbol   |                           |                           |                                                     |                                            |                           |
| 1928-29                   | B. 1893 Copenhague        | KB Copenhague             | Bandera de ?                                        |                                            |                           |
| 1929-30                   | B. 1893 Copenhague        | B. 1886 Frem Copenhague   | Bandera de ?                                        |                                            |                           |
| 1930-31                   | B. 1886 Frem Copenhague   | KB Copenhague             | Bandera de ?                                        |                                            |                           |
| 1931–32                   | KB Copenhague             | Akademisk BK              | Bandera de ?                                        |                                            |                           |
| 1932-33                   | B. 1886 Frem Copenhague   | B. 1903 Copenhague        | Bandera de ?                                        |                                            |                           |
| 1933-34                   | B. 1893 Copenhague        | B. 1903 Copenhague        | Bandera de ?                                        |                                            |                           |
| 1934-35                   | B. 1893 Copenhague        | B. 1886 Frem Copenhague   | Bandera de ?                                        |                                            |                           |
| 1935-36                   | B. 1886 Frem Copenhague   | Akademisk BK              | Bandera de ?                                        |                                            |                           |
| 1936-37                   | Akademisk BK              | B. 1886 Frem Copenhague   | Pauli Jørgensen                                     | B. 1886 Frem Copenhague                    | 19                        |
| 1937-38                   | B. 1903 Copenhague        | B. 1886 Frem Copenhague   | Knud Andersen                                       | B. 1903 Copenhague                         | 23                        |
| 1938-39                   | B. 1893 Copenhague        | KB Copenhague             | Erik Petersen                                       | B. 1893 Copenhague                         | 27                        |
| 1939-40                   | KB Copenhague             | B. Fremad Amager          | Kaj Hansen Frede Jensen                             | B. 1893 Copenhague Køge BK                 | 12                        |
| 1940-41                   | B. 1886 Frem Copenhague   | B. Fremad Amager          | Bandera de ?                                        |                                            |                           |
| 1941-42                   | B. 1893 Copenhague        | Akademisk BK              | Bandera de ?                                        |                                            |                           |
| 1942-43                   | Akademisk BK              | KB Copenhague             | Bandera de ?                                        |                                            |                           |
| 1943-44                   | B. 1886 Frem Copenhague   | Akademisk BK              | Bandera de ?                                        |                                            |                           |
| 1944-45                   | Akademisk BK              | AGF Aarhus                | Bandera de ?                                        |                                            |                           |
| 1. Division               |                           |                           |                                                     |                                            |                           |
| 1945-46                   | B. 1893 Copenhague        | KB Copenhague             | Jorgen Leschly Sorensen                             | B. 1893 Copenhague                         | 16                        |
| 1946-47                   | Akademisk BK              | KB Copenhague             | Helge Bronee                                        | OB Copenhague                              | 21                        |
| 1947-48                   | KB Copenhague             | B. 1886 Frem Copenhague   | John Hansen                                         | B. 1886 Frem Copenhague                    | 20                        |
| 1948-49                   | KB Copenhague             | Akademisk BK              | Jorgen Leschly Sorensen                             | OB Odense                                  | 16                        |
| 1949-50                   | KB Copenhague             | Akademisk BK              | James Ronvang                                       | Akademisk BK                               | 15                        |
| 1950-51                   | Akademisk BK              | OB Odense                 | Henning Bjerregaard Jens Peder Hansen James Ronvang | B. 1893 Copenhague Esbjerg fB Akademisk BK | 11                        |
| 1951-52                   | Akademisk BK              | Køge BK                   | Valdemar Kendzior Poul Erik Petersen                | Skovshoved IF Køge BK                      | 13                        |
| 1952-53                   | KB Copenhague             | Skovshoved IF             | Valdemar Kendzior                                   | Skovshoved IF                              | 17                        |
| 1953-54                   | Køge BK                   | KB Copenhague             | Jens-Carl Christensen                               | Akademisk BK                               | 12                        |
| 1954-55                   | AGF Aarhus                | Akademisk BK              | Henning Jensen                                      | B. 1886 Frem Copenhague                    | 17                        |
| 1955-56                   | AGF Aarhus                | Esbjerg fB                | Gunnar Kjeldberg                                    | AGF Arhus                                  | 18                        |
| 1956-57                   | AGF Aarhus                | Akademisk BK              | Soren Andersen                                      | B. 1886 Frem Copenhague                    | 27                        |
| 1958                      | Vejle BK                  | B. 1886 Frem Copenhague   | Henning Enoksen                                     | Vejle BK                                   | 27                        |
| 1959                      | B. 1909 Odense            | KB Copenhague             | Per Jensen                                          | KB Copenhague                              | 20                        |
| 1960                      | AGF Aarhus                | KB Copenhague             | Harald Nielsen                                      | Frederikshavn fI                           | 19                        |
| 1961                      | Esbjerg fB                | KB Copenhague             | Jorgen Ravn                                         | KB Copenhague                              | 26                        |
| 1962                      | Esbjerg fB                | B. 1913 Odense            | Carl Emil Christiansen Henning Enoksen              | Esbjerg fB AGF Arhus                       | 24                        |
| 1963                      | Esbjerg fB                | B. 1913 Odense            | Mogens Haastrup                                     | B. 1909 Odense                             | 21                        |
| 1964                      | B. 1909 Odense            | AGF Arhus                 | Jorgen Ravn                                         | KB Copenhague                              | 21                        |
| 1965                      | Esbjerg fB                | Vejle BK                  | Per Petersen                                        | B. 1903 Copenhague                         | 18                        |
| 1966                      | Hvidovre IF               | B. 1886 Frem Copenhague   | Henning Enoksen                                     | AGF Aarhus                                 | 16                        |
| 1967                      | Akademisk BK              | B. 1886 Frem Copenhague   | Leif Nielsen                                        | B. 1886 Frem Copenhague                    | 15                        |
| 1968                      | KB Copenhague             | Esbjerg fB                | Niels-Christian Holmstrom                           | KB Copenhague                              | 23                        |
| 1969                      | B. 1903 Copenhague        | KB Copenhague             | Steen Romer Larsen                                  | B. 1903 Copenhague                         | 15                        |
| 1970                      | B. 1903 Copenhague        | Akademisk BK              | Ole Forsing                                         | B. 1903 Copenhague                         | 18                        |
| 1971                      | Vejle BK                  | Hvidovre IF               | Uffe Brage John Nielsen                             | KB Copenhague B. 1901 Nykøbing             | 19                        |
| 1972                      | Vejle BK                  | B. 1903 Copenhague        | Karsten Lund John Nielsen                           | Vejle BK B. 1901 Nykøbing                  | 16                        |
| 1973                      | Hvidovre IF               | Randers SF                | Hans Aabech                                         | Hvidovre IF                                | 28                        |
| 1974                      | KB Copenhague             | Vejle BK                  | Niels-Christian Holmstrom                           | KB Copenhague                              | 24                        |
| 1975                      | Køge BK                   | Holbæk B&I                | Bjarne Petersen                                     | KB Copenhague                              | 25                        |
| 1976                      | B. 1903 Copenhague        | B. 1886 Frem Copenhague   | Mogens Jespersen                                    | Aalborg BK                                 | 22                        |
| 1977                      | OB Odense                 | B. 1903 Copenhague        | Allan Hansen                                        | OB Odense                                  | 23                        |
| 1978                      | Vejle BK                  | Esbjerg fB                | John Eriksen                                        | OB Odense                                  | 22                        |
| 1979                      | Esbjerg fB                | KB Copenhague             | John Eriksen                                        | OB Odense                                  | 20                        |
| 1980                      | KB Copenhague             | Næstved BK                | Hans Aabech                                         | KB Copenhague                              | 19                        |
| 1981                      | Hvidovre IF               | Lyngby BK                 | Allan Hansen                                        | OB Odense                                  | 28                        |
| 1982                      | OB Odense                 | AGF Aarhus                | Ib Jacquet                                          | Vejle BK                                   | 20                        |
| 1983                      | Lyngby BK                 | OB Odense                 | Vilhelm Munk Nielsen                                | OB Odense                                  | 20                        |
| 1984                      | Vejle BK                  | AGF Aarhus                | Steen Thychosen                                     | Vejle BK                                   | 24                        |
| 1985                      | Brøndby IF                | Lyngby BK                 | Lars Bastrup                                        | Ikast FS                                   | 20                        |
| 1986                      | AGF Aarhus                | Brøndby IF                | Claus Nielsen                                       | Brøndby IF                                 | 16                        |
| 1987                      | Brøndby IF                | Ikast FS                  | Claus Nielsen                                       | Brøndby IF                                 | 20                        |
| 1988                      | Brøndby IF                | Næstved BK                | Bent Christensen                                    | Brøndby IF                                 | 21                        |
| 1989                      | OB Odense                 | Brøndby IF                | Lars Jacobsen Miklos Molnar                         | OB Odense B. 1886 Frem Copenhague          | 14                        |
| 1990                      | Brøndby IF                | B. 1903 Copenhague        | Bent Christensen                                    | Brøndby IF                                 | 17                        |

### Superliga
| Temporada | Campeón         | Subcampeón          | Tercero                 | Máximo goleador                   | Club                      | Goles |
| --------- | --------------- | ------------------- | ----------------------- | --------------------------------- | ------------------------- | ----- |
| 1991      | Brøndby IF      | Lyngby BK           | AGF Aarhus              | Bent Christensen                  | Brøndby IF                | 11    |
| 1991-92   | Lyngby BK       | B. 1903 Copenhague  | B. 1886 Frem Copenhague | Peter Møller                      | Aalborg BK                | 17    |
| 1992-93   | FC Copenhague   | OB Odense           | Brøndby IF              | Peter Møller                      | Aalborg BK                | 20    |
| 1993-94   | Silkeborg IF    | FC Copenhague       | Brøndby IF              | Søren Frederiksen                 | Silkeborg IF              | 18    |
| 1994-95   | Aalborg BK      | Brøndby IF          | Silkeborg IF            | Erik Bo Andersen                  | Aalborg BK                | 24    |
| 1995-96   | Brøndby IF      | AGF Arhus           | OB Odense               | Thomas Thorninger                 | AGF Aarhus                | 20    |
| 1996-97   | Brøndby IF      | Vejle BK            | AGF Aarhus              | Miklos Molnar                     | Lyngby BK                 | 26    |
| 1997-98   | Brøndby IF      | Silkeborg IF        | FC Copenhague           | Ebbe Sand                         | Brøndby IF                | 28    |
| 1998-99   | Aalborg BK      | Brøndby IF          | Akademisk BK            | Heine Fernandez                   | Viborg FF                 | 23    |
| 1999-00   | Herfolge BK     | Brøndby IF          | Akademisk BK            | Peter Lassen                      | Silkeborg IF              | 16    |
| 2000-01   | FC Copenhague   | Brøndby IF          | Silkeborg IF            | Peter Graulund                    | Brøndby IF                | 21    |
| 2001-02   | Brøndby IF      | FC Copenhague       | FC Midtjylland          | Kaspar Dalgas Peter Madsen        | OB Odense Brøndby IF      | 22    |
| 2002-03   | FC Copenhague   | Brøndby IF          | Farum BK                | Soren Frederiksen Jan Kristiansen | Viborg FF Esbjerg fB      | 18    |
| 2003-04   | FC Copenhague   | Brøndby IF          | Esbjerg fB              | Tommy Bechmann Mohamed Zidan      | Esbjerg fB FC Midtjylland | 19    |
| 2004-05   | Brøndby IF      | FC Copenhague       | FC Midtjylland          | Steffen Højer                     | OB Odense                 | 20    |
| 2005-06   | FC Copenhague   | Brøndby IF          | OB Odense               | Steffen Højer                     | Viborg FF                 | 16    |
| 2006-07   | FC Copenhague   | FC Midtjylland      | Aalborg BK              | Rade Prica                        | Aalborg BK                | 19    |
| 2007-08   | Aalborg BK      | FC Midtjylland      | FC Copenhague           | Jeppe Curth                       | Aalborg BK                | 17    |
| 2008-09   | FC Copenhague   | OB Odense           | Brøndby IF              | Morten Nordstrand Marc Nygaard    | FC Copenhague Randers FC  | 16    |
| 2009-10   | FC Copenhague   | OB Odense           | Brøndby IF              | Peter Utaka                       | OB Odense                 | 18    |
| 2010-11   | FC Copenhague   | OB Odense           | Brøndby IF              | Dame N'Doye                       | FC Copenhague             | 25    |
| 2011-12   | FC Nordsjælland | FC Copenhague       | FC Midtjylland          | Dame N'Doye                       | FC Copenhague             | 18    |
| 2012-13   | FC Copenhague   | FC Nordsjælland     | Randers FC              | Andreas Cornelius                 | FC Copenhague             | 18    |
| 2013-14   | Aalborg BK      | FC Copenhague       | FC Midtjylland          | Thomas Daalgard                   | Viborg FF                 | 18    |
| 2014-15   | FC Midtjylland  | FC Copenhague       | Brøndby IF              | Martin Pušić Mads Hvilsom         | FC Midtjylland Hobro IK   | 15    |
| 2015-16   | FC Copenhague   | SønderjyskE Fodbold | FC Midtjylland          | Lukas Spalvis                     | Aalborg BK                | 17    |
| 2016-17   | FC Copenhague   | Brøndby IF          | FC Midtjylland          | Marcus Ingvartsen                 | FC Nordsjælland           | 23    |
| 2017-18   | FC Midtjylland  | Brøndby IF          | FC Nordsjælland         | Pål Alexander Kirkevold           | Hobro IK                  | 22    |
| 2018-19   | FC Copenhague   | FC Midtjylland      | Esbjerg fB              | Robert Skov                       | FC Copenhague             | 29    |
| 2019-20   | FC Midtjylland  | FC Copenhague       | AGF Aarhus              | Ronnie Schwartz                   | FC Midtjylland            | 18    |
| 2020-21   | Brøndby IF      | FC Midtjylland      | FC Copenhague           | Mikael Uhre                       | Brøndby IF                | 19    |
| 2021-22   | FC Copenhague   | FC Midtjylland      | Silkeborg IF            | Nicklas Helenius                  | Silkeborg IF              | 17    |
| 2022-23   | FC Copenhague   | FC Nordsjælland     | AGF Aarhus              | Gustav Isaksen                    | FC Midtjylland            | 18    |
| 2023-24   | FC Midtjylland  | Brøndby IF          | FC Copenhague           | German Onugkha                    | Vejle Boldklub            | 15    |
| 2024-25   | FC Copenhague   | FC Midtjylland      | Brøndby IF              | Patrick Mortensen                 | AGF Aarhus                | 20    |

## Títulos por club

### Superliga (desde 1991)
| Club                    | Títulos | Subtítulos | Tercero | Años de los campeonatos                                                                        |
| ----------------------- | ------- | ---------- | ------- | ---------------------------------------------------------------------------------------------- |
| FC Copenhague           | 16      | 7          | 3       | 1993, 2001, 2003, 2004, 2006, 2007, 2009, 2010, 2011, 2013, 2016, 2017, 2019, 2022, 2023, 2025 |
| Brøndby IF              | 7       | 9          | 7       | 1991, 1996, 1997, 1998, 2002, 2005, 2021                                                       |
| FC Midtjylland          | 4       | 6          | 6       | 2015, 2018, 2020, 2024                                                                         |
| Aalborg BK              | 4       | –          | 1       | 1995, 1999, 2008, 2014                                                                         |
| FC Nordsjælland         | 1       | 2          | 2       | 2012                                                                                           |
| Silkeborg IF            | 1       | 1          | 3       | 1994                                                                                           |
| Lyngby BK               | 1       | 1          | –       | 1992                                                                                           |
| Herfølge BK †           | 1       | –          | –       | 2000                                                                                           |
| OB Odense               | –       | 4          | 2       | -----                                                                                          |
| AGF Aarhus              | –       | 1          | 3       | -----                                                                                          |
| B. 1903 Copenhague      | –       | 1          | –       | -----                                                                                          |
| Vejle BK                | –       | 1          | –       | -----                                                                                          |
| SønderjyskE Fodbold     | –       | 1          | –       | -----                                                                                          |
| Akademisk BK            | –       | –          | 2       | -----                                                                                          |
| B. 1886 Frem Copenhague | –       | –          | 1       | -----                                                                                          |
| Esbjerg fB              | –       | –          | 1       | -----                                                                                          |
| Randers FC              | –       | –          | 1       | -----                                                                                          |

- † Equipo desaparecido.

### Total títulos Dinamarca (1913-2024)
| Club                    | Títulos | Subtítulos | Años de los campeonatos                                                                        |
| ----------------------- | ------- | ---------- | ---------------------------------------------------------------------------------------------- |
| FC Copenhague           | 16      | 6          | 1993, 2001, 2003, 2004, 2006, 2007, 2009, 2010, 2011, 2013, 2016, 2017, 2019, 2022, 2023, 2025 |
| KB Copenhague           | 15      | 13         | 1913, 1914, 1917, 1918, 1922, 1925, 1932, 1940, 1948, 1949, 1950, 1953, 1968, 1974, 1980       |
| Brøndby IF              | 11      | 11         | 1985, 1987, 1988, 1990, 1991, 1996, 1997, 1998, 2002, 2005, 2021                               |
| Akademisk BK            | 9       | 10         | 1919, 1921, 1937, 1943, 1945, 1947, 1951, 1952, 1967                                           |
| B. 1893 Copenhague      | 9       | 1          | 1916, 1927, 1929, 1930, 1934, 1935, 1939, 1942, 1946                                           |
| B. 1903 Copenhague      | 7       | 6          | 1920, 1924, 1926, 1938, 1969, 1970, 1976                                                       |
| B. 1886 Frem Copenhague | 6       | 9          | 1923, 1931, 1933, 1936, 1941, 1944                                                             |
| AGF Aarhus              | 5       | 8          | 1955, 1956, 1957, 1960, 1986                                                                   |
| Vejle BK                | 5       | 3          | 1958, 1971, 1972, 1978, 1984                                                                   |
| Esbjerg fB              | 5       | 3          | 1961, 1962, 1963, 1965, 1979                                                                   |
| FC Midtjylland          | 4       | 6          | 2015, 2018, 2020, 2024                                                                         |
| Aalborg BK              | 4       | –          | 1995, 1999, 2008, 2014                                                                         |
| OB Odense               | 3       | 6          | 1977, 1982, 1989                                                                               |
| Hvidovre IF             | 3       | 1          | 1966, 1973, 1981                                                                               |
| Lyngby BK               | 2       | 3          | 1983, 1992                                                                                     |
| Køge BK †               | 2       | 1          | 1954, 1975                                                                                     |
| B. 1909 Odense          | 2       | –          | 1959, 1964                                                                                     |
| FC Nordsjælland         | 1       | 2          | 2012                                                                                           |
| Silkeborg IF            | 1       | 1          | 1994                                                                                           |
| Herfølge BK †           | 1       | –          | 2000                                                                                           |
| B. 1901 Nykøbing †      | –       | 5          | -----                                                                                          |
| B. 1913 Odense          | –       | 3          | -----                                                                                          |
| B. Fremad Amager        | –       | 2          | -----                                                                                          |
| Skovshoved IF           | –       | 2          | -----                                                                                          |
| Næstved BK              | –       | 2          | -----                                                                                          |
| Randers SF              | –       | 2          | -----                                                                                          |
| Holbæk B&I              | –       | 1          | -----                                                                                          |
| Ikast FS                | –       | 1          | -----                                                                                          |
| SønderjyskE Fodbold     | –       | 1          | -----                                                                                          |

- † Equipo desaparecido.

## Clasificación histórica
- Clasificación histórica de la Superliga de Dinamarca desde su creación en la temporada 1991 hasta la terminada temporada 2021-22.
- En color verde los equipos que disputan la Superliga 2022-23.
- En color azul los equipos que disputan la Primera División 2022-23.
- En color amarillo los equipos que disputan la Segunda División 2022-23.
- En color rojo los equipos que disputan la Serie Danesa 2022-23.

| N.º | Club            | Temp. | P.D. | P.G. | P.E. | P.P. | G.F. | G.C. | Dif. | Puntos |
| --- | --------------- | ----- | ---- | ---- | ---- | ---- | ---- | ---- | ---- | ------ |
| 1   | FC Copenhague   | 30    | 997  | 550  | 241  | 206  | 1736 | 1039 | +697 | 1877   |
| 2   | Brøndby IF      | 32    | 1047 | 519  | 260  | 268  | 1787 | 1178 | +609 | 1797   |
| 3   | Aalborg BK      | 32    | 1039 | 320  | 289  | 320  | 1553 | 1331 | +222 | 1527   |
| 4   | Odense BK       | 30    | 995  | 383  | 268  | 334  | 1464 | 1305 | +159 | 1421   |
| 5   | FC Midtjylland  | 22    | 736  | 372  | 167  | 197  | 1260 | 901  | +359 | 1283   |
| 6   | Aarhus GF       | 29    | 936  | 308  | 253  | 375  | 1293 | 1414 | -121 | 1161   |
| 7   | Silkeborg IF    | 25    | 806  | 260  | 223  | 319  | 1084 | 1163 | -79  | 989    |
| 8   | FC Nordsjælland | 20    | 670  | 245  | 170  | 255  | 962  | 983  | -21  | 902    |
| 9   | Esbjerg fB      | 18    | 585  | 196  | 158  | 241  | 822  | 883  | -61  | 746    |
| 10  | Lyngby BK       | 19    | 608  | 194  | 153  | 261  | 808  | 1002 | -194 | 715    |
| 11  | Randers FC      | 16    | 522  | 172  | 149  | 201  | 633  | 700  | -67  | 665    |
| 12  | Viborg FF       | 17    | 547  | 177  | 146  | 224  | 744  | 885  | -141 | 641    |
| 13  | SønderjyskE FB  | 15    | 526  | 153  | 141  | 234  | 631  | 830  | -199 | 594    |
| 14  | AC Horsens      | 12    | 395  | 110  | 118  | 167  | 428  | 588  | -160 | 448    |
| 15  | Vejle BK        | 13    | 396  | 108  | 108  | 180  | 490  | 645  | -155 | 421    |
| 16  | AB Gladsaxe     | 8     | 264  | 91   | 75   | 98   | 384  | 384  | 0    | 339    |
| 17  | Herfølge BK     | 8     | 264  | 79   | 65   | 120  | 331  | 451  | -120 | 302    |
| 18  | Hobro IK        | 5     | 162  | 38   | 48   | 76   | 173  | 259  | -86  | 162    |
| 19  | Næstved BK      | 5     | 147  | 31   | 41   | 75   | 211  | 318  | -107 | 133    |
| 20  | Ikast FS        | 5     | 134  | 27   | 36   | 71   | 157  | 257  | -100 | 112    |
| 21  | BK Frem         | 4     | 101  | 28   | 30   | 43   | 133  | 167  | -34  | 103    |
| 22  | FC Vestsjælland | 2     | 66   | 17   | 20   | 29   | 62   | 94   | -32  | 71     |
| 23  | BK 1903         | 2     | 50   | 22   | 11   | 17   | 83   | 70   | +13  | 66     |
| 24  | Aarhus Fremad   | 2     | 66   | 16   | 14   | 36   | 102  | 146  | -44  | 62     |
| 25  | HB Køge         | 2     | 66   | 8    | 14   | 44   | 62   | 140  | -88  | 38     |
| 26  | Vendsyssel FF   | 1     | 32   | 6    | 11   | 15   | 32   | 49   | -17  | 29     |
| 27  | FC Helsingør    | 1     | 32   | 8    | 3    | 21   | 28   | 61   | -33  | 27     |
| 28  | Køge BK         | 1     | 33   | 8    | 3    | 22   | 45   | 82   | -37  | 27     |
| 29  | Hvidovre IF     | 1     | 33   | 5    | 11   | 17   | 39   | 59   | -20  | 26     |
| 30  | BK 1893         | 1     | 33   | 3    | 3    | 27   | 22   | 80   | -58  | 12     |
| 31  | Fremad Amager   | 1     | 18   | 4    | 0    | 14   | 21   | 47   | -26  | 8      |
| 32  | BK 1909         | 1     | 18   | 0    | 6    | 12   | 15   | 42   | -27  | 6      |

## Estadísticas

### Máximos goleadores
Los 10 máximos goleadores a lo largo de la historia de la Superliga (desde 1991). Última actualización 30 de diciembre de 2022.
| Rank | Jugador           | Goles | Clubes                                               |
| ---- | ----------------- | ----- | ---------------------------------------------------- |
| 1.   | Morten Rasmussen  | 145   | AGF Aarhus, Brøndby IF, Aalborg BK, FC Midtjylland   |
| 2.   | Søren Frederiksen | 139   | Silkeborg IF, Viborg FF, Aalborg BK                  |
| 3.   | Peter Møller      | 135   | Aalborg BK, Brøndby IF, FC Copenhague                |
| 4.   | Heine Fernandez   | 126   | Akademisk BK, FC Copenhague, Silkeborg IF, Viborg FF |
| 5.   | Steffen Højer     | 124   | OB Odense, Viborg FF, Aalborg BK                     |
| 6.   | Frank Kristensen  | 109   | FC Midtjylland, Ikast FS, Randers FC                 |
| 7.   | Peter Graulund    | 107   | AGF Aarhus, Brøndby IF, Vejle BK                     |
| 8.   | Søren Andersen    | 101   | AGF Aarhus, OB Odense, Aalborg BK                    |
| 9.   | Nicklas Helenius  | 93    | Aalborg BK, Silkeborg IF, OB Odense, AGF Aarhus      |
| 10.  | Dame N'Doye       | 90    | FC Copenhague                                        |

### Jugadores con más partidos
| Rank                               | Jugador                   | Partidos | Clubes                                                        |
| ---------------------------------- | ------------------------- | -------- | ------------------------------------------------------------- |
| 1                                  | Rasmus Würtz              | 452      | Aalborg BK, FC Copenhagen, Vejle BK                           |
| 2                                  | Hans Henrik Andreasen     | 397      | OB Odense, Esbjerg fB, Hobro IK                               |
| 3                                  | Per Nielsen               | 394      | Brøndby IF                                                    |
| 4                                  | Jakob Poulsen             | 390      | Esbjerg fB, AGF Aarhus, FC Midtjylland                        |
| 5                                  | Jimmy Nielsen             | 375      | Aalborg BK, Vejle BK                                          |
| 6                                  | Jesper Hansen             | 374      | FC Nordsjælland, Lyngby BK, FC Midtjylland, AGF Aarhus        |
| 7                                  | Michael Hansen            | 371      | Silkeborg IF, OB Odense, Esbjerg fB, FC Midtjylland           |
| 7                                  | Mogens Krogh              | 371      | Ikast FS, Brøndby IF                                          |
| 9                                  | Nicolai Stokholm          | 370      | Akademisk BK, OB Odense, FC Nordsjælland                      |
| 10                                 | Arek Onyszko              | 363      | Viborg FF, OB Odense, FC Midtjylland                          |
| 11                                 | Johan Absalonsen          | 362      | Brøndby IF, OB Odense, FC Copenhagen, AC Horsens, SønderjyskE |
| 12                                 | Michael Nonbo             | 355      | Næstved IF, AGF Aarhus, Viborg FF, SønderjyskE                |
| 12                                 | Morten Rasmussen          | 355      | AGF Aarhus, Brøndby IF, Aalborg BK, FC Midtjylland            |
| 12                                 | Jonas Borring             | 355      | OB Odense, FC Midtjylland, Randers FC, Brøndby IF, AC Horsens |
| 15                                 | Anders Møller Christensen | 351      | Næstved BK, OB Odense, Esbjerg fB                             |
| 16                                 | Kasper Risgård            | 344      | Aalborg BK, Silkeborg IF                                      |
| 17                                 | Thomas Augustinussen      | 342      | Aalborg BK                                                    |
| 18                                 | Jens Jessen               | 341      | Aalborg BK, FC Midtjylland                                    |
| 18                                 | Jakob Glerup              | 341      | Viborg FF                                                     |
| 20                                 | Rasmus Falk               | 340      | OB Odense, FC Copenhagen                                      |
| Actualizado el 25 de julio de 2023 |                           |          |                                                               |